# Byggningaån (naturreservat)
Byggningaån är ett naturreservat i Älvdalens kommun i Dalarnas län.
Området är naturskyddat sedan 2015 och är 90 hektar stort. Reservatet omfattar en sträcka av Byggningaån och dess omgivande gransumpskog.